# Roskilde Idrætspark
Roskilde Idrætspark (eller Roskilde IP) er et idrætsanlæg beliggende i Roskilde, som primært anvendes til afvikling af fodboldkampe. Anlægget består af en opvisningsbane (nyt lysanlæg i 2009, banen omgivet af et trådhegn) til fodbold samt en række græstræningsbaner.
Fodboldklubben FC Roskilde afvikler alle deres hjemmebanekampe under Dansk Boldspil-Union i Roskilde Idrætspark, der har en samlet tilskuerkapacitet på rundt regnet 6.000, hvoraf 512 er overdækkede tribunepladser. FC Roskilde spillede den 30 oktober 2014 i Roskilde Idrætspark overfor 5.342 tilskuere (stadionrekord) i en kamp mod FC København i DBU Pokalen. Den gamle stadionrekord på 5.037 tilskuere blev sat den 19. november 1985 i en 2. divisionskamp mellem RB 1906 og Randers Freja, (ca. 4.000 af tilskuerne var tilrejsende Randers Freja tilhængere). Der var gratis adgang til kampen, som medvirkede til at Randers Freja sikrede sig oprykning til den daværende bedste danske fodboldrække, 1. division.
Tribunen på opvisningsbanen blev anlagt i 1999 med Roskilde Kommune som bygherre, mens Claus B. Hansen & Allan Chabert A/S var arkitekten. Anlæggets cafeterie og de tilhørende lokaler anvendes endvidere af RB 1906 og huser FC Roskildes aktiviteter. Roskilde Kommune gav i maj 2004 FC Roskilde og RB 1906 dispensation til opsætning af reklameskilte ved afvikling af fodboldkampe, hvor det tidligere var forbudt at opsætte reklameskilte på kommunens bygninger. Stormen i vinteren 2004/05 knækkede den gamle mål og ur tavle på stadion, som efterfølgende blev erstattet af en ny fjernstyret, elektronisk mål og urtavle i den nordøstlige ende af stadion – betalt af Roskilde Kommune.
En række koncerter er blevet afholdt i Roskilde Idrætspark, herunder tv·2 den 5. august 1989, Kim Larsen & Kjukken den 29. juli 2004 og Big Fat Snake den 26. august 2005.